# بخش یلیواره
بخش یلیواره (به سوئدی: Gällivare kommun) یک ناحیه شهرداری در سوئد است که در شهرستان نوربوتن واقع شده‌است.

## خواهرخوانده
شهرهای تیسفیورد، کیتیلا و بارگا خواهرخوانده‌های کومون یلیواره هستند.